# Euglandina rosea
Espèce
Euglandina rosea est une espèce d'escargots terrestres. Elle fait partie des rares espèces d'escargots « carnivores », prédateurs d'autres escargots.
C'est une espèce devenue invasive et qui peut être source d'un grave déséquilibre écologique, voire d'extinction d'espèces là où il a été introduit hors de son habitat naturel.

## Comportement
Ce prédateur semble chasser à l'odorat ; en suivant la piste « baveuse » (mucus) laissée par ses proies, piste qu'il sait (chimiquement) distinguer de celles laissées par ses congénères.

## Espèces invasives
Originaire du sud-est des États-Unis, il a été inconsidérément introduit comme moyen de lutte biologique dans les îles de l'océan Indien et du pacifique pour contrôler la population d' Achatina fulica, un escargot géant lui-même introduit et devenu invasif (et de plus porteur et vecteur de maladies).
Euglandina rosea s'est cependant révélé être un prédateur redoutable pour les espèces locales qu'il contribue à décimer, en délaissant l' Achatina fulica.
Des espèces endémiques de la Polynésie française ont disparu à la suite de cette introduction et d'autres, ainsi qu'à  Maurice et Hawaii, sont gravement menacées.